# Heliconia nariniensis
Heliconia nariniensis är en enhjärtbladig växtart som beskrevs av Abalo och G.Morales. Heliconia nariniensis ingår i släktet Heliconia och familjen Heliconiaceae. Inga underarter finns listade.